# Titularbistum Rhesaina
Rhesaina (italienisch Resaina) ist ein Titularbistum der römisch-katholischen Kirche.
Es geht zurück auf einen früheren Bischofssitz Ras al-Ain in der römischen Provinz Mesopotamia. Der Bischofssitz war der Kirchenprovinz Dara-Anastasiupolis zugeordnet.
| Titularbischöfe von Rhesaina |                                   |                                                              |                   |                   |
| Nr.                          | Name                              | Amt                                                          | von               | bis               |
| 1                            | Joseph-Louis Coudé MEP            | Apostolischer Vikar von Siam (Thailand)                      | 15. Januar 1782   | 8. Januar 1785    |
| 2                            | Alexander Macdonell               | Apostolischer Vikar von Oberkanada (Kanada)                  | 12. Januar 1819   | 27. Januar 1826   |
| 3                            | Antonio Maria de J. Campos Moreno |                                                              | 19. Dezember 1834 | 12. Januar 1851   |
| 4                            | Francis McNeirny                  | Koadjutorbischof von Albany (USA)                            | 22. Dezember 1871 | 16. Oktober 1877  |
| 5                            | Tommaso Bichi                     | Weihbischof in Oristano (Italien)                            | 16. Dezember 1880 | 1901              |
| 6                            | Domenico Scopelliti               | emeritierter Bischof von Oppido Mamertina (Italien)          | 15. Dezember 1919 | 16. April 1922    |
| 7                            | Vicente Huarte San Martín SJ      | Apostolischer Vikar von Nganhoei (China)                     | 26. April 1922    | 23. August 1935   |
| 8                            | Joseph Gionali (Joseph Gjonali)   | emeritierter Bischof von Sapë (Königreich Albanien/Albanien) | 30. Oktober 1935  | 20. Dezember 1952 |
| 9                            | Gerardo Valencia Cano MXY         | Apostolischer Vikar von Buenaventura (Kolumbien)             | 24. März 1953     | 21. Januar 1972   |